# Levisa Fork
A Levisa Fork  - vagy Levisa Fork River - a Big Sandy River mellékfolyója, 264 kilométer (164 mi) hosszú; az Egyesült Államokban, Virginia délnyugati, illetve Kentucky keleti részén található. A Big Sandy és az Ohio folyók révén a Mississippi vízgyűjtő területéhez tartozik.

## Elnevezése
Az USGS (United States Geological Survey) szerint a folyónak több elnevezése is van, beleértve: Louisa River, Louisa Fork, Lavisa Fork, West Fork, Levisa Fork és Levisa Fork River. A folyó hivatalos elnevezése ugyanakkor Levisa Fork. Az Egyesült Államok Erdészeti Szolgálatának (United States Forest Service) tagja, Robert F. Collins szerint; Dr. Thomas Walker nevezte el a folyót Louisa-nak; Vilmos herceg, Cumberland bárójának testvére Louisa hercegné után. (Walker egy-két hónappal korábban nevezte el a Cumberland folyót). George R. Stewart szerint a pionírok elfelejtették, kiről nevezték el; így a név idővel Levisa-ra változott.

## Futása
A folyó délnyugat Virginiában, az Appalache-hegységben ered, Buchanan megye keleti részén, Grundy közelében. Nyugat felé folyva éri el Pike megyét, ahol csatlakozik hozzá a Russel Fork; valamint felduzzasztják, kialakítva a Fishtrap-tavi víztározót. Ezután északnyugati irányban elhalad Pikeville és Prestonsburg mellett. A folyó természetes folyása hurkot formált Pikeville belvárosa körül, de 1987-ben egy hatalmas földmunka projekt (Pikeville-i áttörés) keretében a folyót eltérítették, hogy elkerülje a várost. Paintsvillenél, észak-északkelet felé fordul, és keresztülfolyik Johnson és Lawrence megyéken. A nyugat-virginiai Lousia-nál összefolyik a Tug Forkkal, hogy együtt alkossák a Big Sandy Rivert.
Napjainkban a sor zsilip következtében a folyó kereskedelmi célból csak részben hajózható; de az 1900-as évek elején a folyón Pikeville-ig lehetett hajózni.
A folyó forrása a tengerszint felett 810 méteren (2657 ft); torkolata 166 méteren (545 ft) található. Vízhozamának átlaga Pikeville mellett 43 m³/s (1504 ft³/s); maximuma 2421 m³/s (85 500 ft³/s), minimuma 2 m³/s (66 ft³/s).

## Fordítás
Ez a szócikk részben vagy egészben  a   Levisa Fork című angol Wikipédia-szócikk ezen változatának fordításán alapul.  Az eredeti cikk szerkesztőit annak laptörténete sorolja fel. Ez a jelzés csupán a megfogalmazás eredetét és a szerzői jogokat jelzi, nem szolgál a cikkben szereplő információk forrásmegjelöléseként.